# Hoogeveldt
Hoogeveldt is een studentenflat van de SSH& aan de Prof. Bromstraat in de wijk Groenewoud in Nijmegen. Het complex is gebouwd in 1969/1970, ontworpen door architect P.H. Tauber en ligt direct naast Station Heyendaal. Het complex draagt de naam van het stuk grond waar het op staat, dat Hooge Veldt werd genoemd.
In het complex zijn 88 gangen met daarin 1013 kamers. Daarmee is het het grootste studentencomplex van de SSHN. Bij het complex hoort ook een café, supermarkt en haarsalon. Het complex bestaat uit gangen met 6 tot 16 wooneenheden. De gangen met 16 wooneenheden beschikken over een gezamenlijke keuken, drie toiletten en drie douches.
De instroom van studenten bestaat vooral uit eerstejaarsstudenten. Ook internationale studenten van de Radboud Universiteit (RU) worden toegelaten tot de verschillende gangen.
Het gebouw ligt in de nabijheid van de RU, de HAN en een ROC.

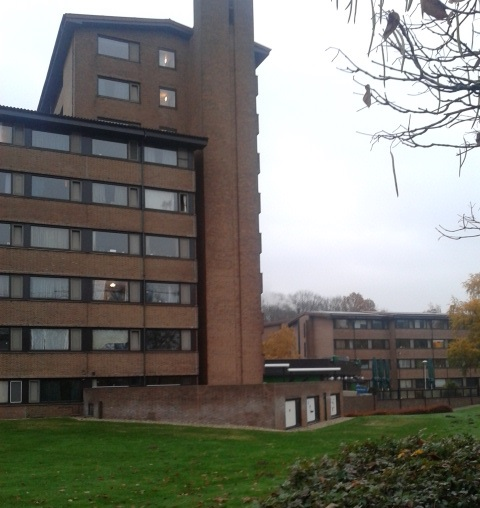
Ingang Hoogeveldt aan de Heyendaalseweg
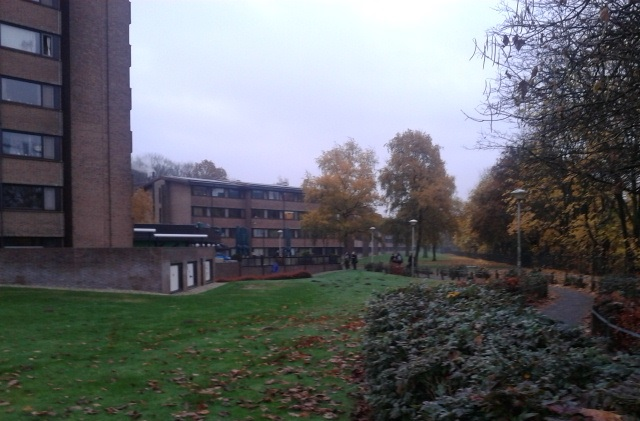
Ingang Hoogeveldt aan de Heyendaalseweg
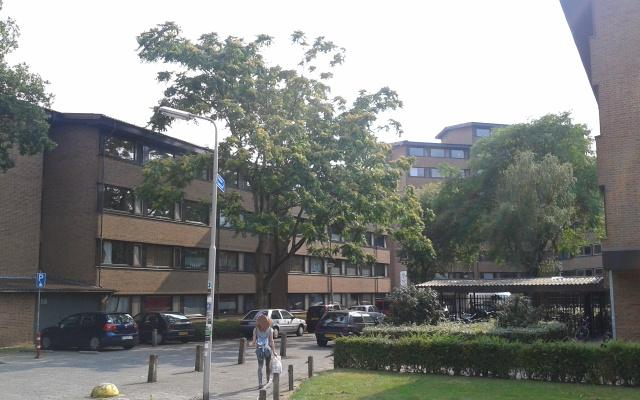
Ingang Hoogeveldt aan de Professor Korsstraat
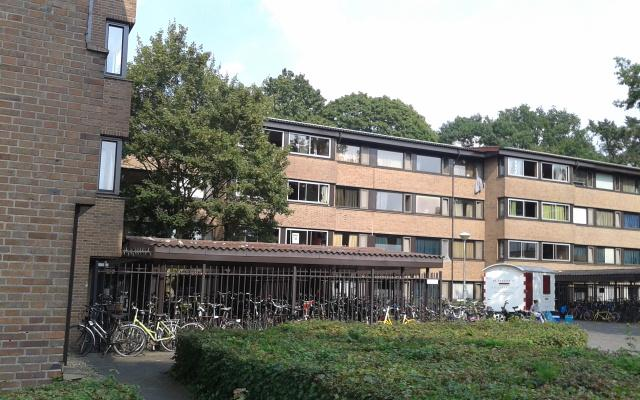
Hoogeveldt, centrale stuk